# In da Club
In da Club è il singolo del rapper statunitense 50 Cent pubblicato il 7 gennaio 2003 come primo estratto dal primo album in studio Get Rich or Die Tryin'. Il singolo, scritto da 50 Cent, Dr. Dre e Mike Elizondo, pubblicato alla fine del 2002, ha ottenuto successo in tutto il mondo nel 2003. 
In da Club è stata nominata ai Grammy Awards del 2004 come Best Rap Song e come Best Male Rap Solo Performance. La rivista statunitense Rolling Stone ha inserito la canzone al numero 448 nella Lista delle 500 migliori canzoni secondo Rolling Stone, nonché al numero 20 delle migliori canzoni hip hop.La canzone è presente nel videogioco GTA Online.

## Video
Il video ha vinto 2 awards agli MTV Video Music Awards del 2003 come "Best Rap Video" e " Best New Artist" ed è stato nominato per "Video of the Year", "Best Male Video" e "Viewer's Choice". Nel video sono presenti anche i rapper Eminem e Dr. Dre vestiti con camici bianchi da laboratorio che osservano e prendono appunti sulle vari allenamenti che 50 Cent svolge durante il video. Si può notare anche un cameo del rapper Xzibit salutare 50 Cent in una scena.
All'inizio del video si può notare il video musicale del singolo Without Me del collega Eminem sui due schermi di una sala. La loro presenza è un chiaro riferimento alla Shady Records, etichetta discografica fondata dal rapper di Detroit ed alla Aftermath fondata da Dre, le etichette per cui 50 Cent firmò un contratto da 1 milione di dollari.
Il video ha ottenuto la certificazione Vevo.

## Tracce
CD-Single Universal 497 858-2
1. In Da Club - 3:48
2. Wanksta - 3:41

12" Maxi Shady / Aftermath / Interscope 497 874-1 (UMG) [eu] / EAN 0606949787417
1. In Da Club (Clean) - 3:45
2. In Da Club (Explicit) - 3:45
3. Wanksta (Explicit) - 3:39

## Classifiche
| Classifica (2003)                    | Posizione più alta |
| ------------------------------------ | ------------------ |
| Australian Singles Chart             | 1                  |
| Bulgarian Singles Chart              | 1                  |
| Canadian Singles Chart               | 1                  |
| Danish Singles Chart                 | 1                  |
| German Singles Chart                 | 1                  |
| Irish Singles Chart                  | 1                  |
| New Zealand Singles Chart            | 1                  |
| U.S. Billboard Hot 100               | 1                  |
| U.S. Billboard Top 40 Tracks         | 1                  |
| U.S. Billboard Hot R&B/Hip-Hop Songs | 1                  |
| U.S. Billboard Hot Rap Tracks        | 1                  |
| Swiss Singles Chart                  | 1                  |
| Dutch Singles Chart                  | 2                  |
| Belgium Singles Chart                | 2                  |
| Austrian Singles Chart               | 3                  |
| UK Singles Chart                     | 3                  |
| Norwegian Singles Chart              | 3                  |
| Greek Singles Chart                  | 3                  |
| Swedish Singles Chart                | 4                  |
| Finnish Singles Chart                | 8                  |
| Italian Singles Chart                | 9                  |
| Lettonia                             | 12                 |
| French Singles Chart                 | 16                 |